# Fanny Mosselman
Françoise Zoé Mathilde dite Fanny Mosselman (parfois orthographié Mosselmann), par son mariage comtesse Le Hon (parfois orthographié Lehon), est une personnalité belge du XIXe siècle. Née à Paris le 28 mai 1808, elle y meurt le 2 mars 1880, célèbre pour avoir été la maîtresse en titre du duc de Morny et l'épouse du premier ambassadeur de Belgique à Paris.

## Biographie
Fille d'un riche banquier et industriel belge, François-Dominique Mosselman et de Marie-Louise Tacqué, elle était issue d'une famille qui possédait de nombreux intérêts en Belgique, notamment les mines de la Vieille-Montagne. Son père avait acheté au banquier Récamier, mari de Juliette, après sa faillite, son bel hôtel particulier de la Chaussée-d'Antin.
En 1827, à l'âge de dix-neuf ans, elle épousa Charles Le Hon, qui en avait trente-cinq, avocat à Tournai, l'un des artisans de l'établissement de la monarchie en Belgique en 1830, nommé ministre plénipotentiaire du roi des Belges Léopold Ier à Paris. « Fanny a choisi un homme sur lequel elle exerce un grand ascendant et qui la laisse libre de ses mouvements et surtout de son cœur». Ils installèrent la légation de Belgique dans la vaste demeure de Mosselman père à la Chaussée-d'Antin.

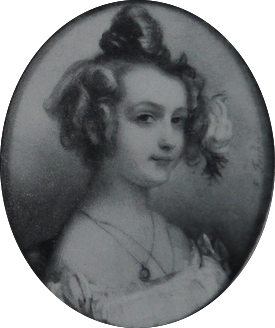
Portrait de Fanny Le Hon âgée de vingt-trois ans.

Ils eurent trois enfants, Eugène (1828-1860), Léopold (1832-1879) et Louise (1838-1931). On lui prête plusieurs amants, parmi lesquels le duc d'Orléans et le diplomate Charles-Joseph Bresson, qui fut vraisemblablement le père de son fils Léopold. Elle tint à Paris un salon brillant où défilèrent membres de la famille royale, hommes politiques, journalistes, écrivains. Balzac l'appelait « Iris au regard bleu, l'ambassadrice aux cheveux d'or ». Charles de Rémusat disait d'elle : « Elle avait l'esprit d'une grande grisette, avec une certaine intelligence des affaires et de l'intrigue. » Le roi Léopold Ier et surtout son chef de cabinet Jules Van Praet la tenaient en haute estime et ses lettres informant sur les personnes et les évènements à Paris étaient lues avec beaucoup d'attention.
Vers 1833, elle rencontra Charles de Morny, alors simple sous-lieutenant, mais qui jouissait d'une belle position mondaine comme fils naturel du général de Flahaut et de la reine Hortense, duchesse de Saint-Leu. Il avait été amené par Fernand de Montguyon à une réception donnée à l'ambassade de Belgique. Ce fut un coup de foudre immédiat et le début d'une liaison de vingt-cinq ans. « Maîtresse, conseillère, confidente, mentor, négociatrice, associée, banquière : elle sera pour lui la femme stable, le port d'attache sentimental, repère affectif de ce volage toujours en quête de voluptés nouvelles. Maîtresse officielle, elle est celle qui sait qu'il faut parfois fermer les yeux devant les frasques d'un amant qui lui revient toujours, trop attaché à elle par ces mille liens tissés par la tendresse, les intérêts, l'habitude et plus tard un enfant, Louise, qui épousera le prince Stanislas Poniatowski. »
La relation se termina lorsque Morny soudainement convola avec une aristocrate russe (19/01/1857), Sophie Troubetskoï, qui lui donna quatre enfants.
La comtesse Le Hon posséda un buste de Mme du Barry par Pajou (terre cuite datée de 1775) qui passa à sa vente en avril 1861, puis dans l'importante collection d'art décoratif du XVIIIe siècle de Pierre Decourcelle (n°198 du catalogue de la vente des 9 et 30/05/1911 à Paris, reprod.).

## Descendance Le Hon - Mosselman

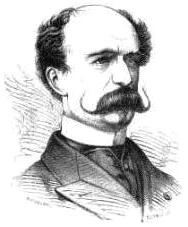
Léopold Le Hon.

Charles Le Hon n'ayant jamais introduit de désaveu en paternité, les trois enfants des époux Le Hon - Mosselman demeurèrent inscrits à son nom, bien que l'identité des véritables pères de deux d'entre eux fût de notoriété publique. Il s'agissait de:
- Comte Eugène Le Hon (Tournai 1828 - Paris 1860). Il épousa Charlotte Mosselman (1836-1912), sa cousine germaine, fille d'Alfred Mosselman. Ils eurent une fille demeurée célibataire, Marie Le Hon (1855-1925) et un fils, le comte René Le Hon (1858-1920) qui épousa Clara-Amélie Ginous (1864-1953) avec qui il eut deux filles qui se marièrent et ont postérité.

- Comte Léopold Le Hon (Paris 1832 - 1879), de qui il est généralement accepté qu'il fut le fils de l'ambassadeur Charles-Joseph Bresson. Leopold fit une carrière dans le sillage du duc de Morny, l'amant de sa mère, fut naturalisé français, joua un rôle dans le coup d'état de 1852, devint maître des requêtes au Conseil d'Etat et député au Corps législatif. Il épousa Amélie de Sangro de Genzano (Naples 1837 - Paris 1891) qui eut de lui deux fils, demeurés célibataires, et quatre filles, dont une seule se maria.

- Louise-Léopoldine Le Hon (Paris 1838 - Neuilly 1931), fille du duc de Morny, épousa le prince Stanislas Poniatowski (1835-1908), de qui descendent tous les Poniatowski en France, officier et écuyer de Napoléon III.

## Résidences parisiennes
- 1830-1838 : hôtel Mosselman (depuis 1805) et légation de Belgique, Chaussée d'Antin
- 1838-1843 : hôtel de La Vaupalière, légation de Belgique, rue du Faubourg-Saint-Honoré
- à partir de 1843 : hôtel Le Hon, rond-point des Champs-Élysées
- à partir de 1863 : rue de Milan et château de Condé-sur-Iton
- à partir de 1873 : rue de Tilsitt, 5

## Littérature
- Carlo Bronne, La Comtesse Le Hon et la première ambassade de Belgique à Paris, Bruxelles, 1952, 207 p.
- Jean-Marie Rouart, Morny. Un voluptueux au pouvoir, Paris, Gallimard, coll. « Folio », 1997.
- Roland d'Anethan (baron) et Jonghe d'Ardoye (vicomte), Les Mosselman à Bruxelles, Bruxelles, 1998.